# Rużinci
Rużinci (bułg. Ружинци) – wieś w Bułgarii, w obwodzie Widyń, siedziba gminy Rużinci. Według Ujednoliconego Systemu Ewidencji Ludności oraz Usług Administracyjnych dla Ludności, 15 grudnia 2018 roku miejscowość zamieszkuje 815 mieszkańców.

## Osoby związane z miejscowością
- Ani Iłkow (1954) – bułgarski poeta i filolog